# Асау мастек
Асау мастек (казах. — неуправляемый конь) — казахская национальная игра. Для её проведения на расстоянии в 1,5—2 м друг от друга забивают в землю брёвна на высоту в 1 м. Между брёвнами натягивают аркан, навешивают сложенное одеяло, чтобы на нём можно было сидеть. Всё это сооружение и называется Асау мастек. Сев на Асау мастек как на коня, игрок старается поднять с земли тюбетейку. Каждый участник может попытать удачу несколько раз. Победителем считается тот, кто, не нарушая правил, в три наклона поднимет с земли тюбетеек больше всех.